# Ивановский, Александр Александрович
Александр Александрович Ивановский (8 августа 1905, Муртазово, Терская область — 4 января 1959, Москва) — советский военный деятель, генерал-майор (1954 год).

## Биография
Родился 8 августа 1905 года на станции Муртазово (ныне  город Терек Кабардино-Балкарии).
В октябре 1927 года был призван в ряды РККА, после чего был направлен на учёбу в полковой школы 89-го кавалерийского полка (10-я кавалерийская дивизия, Северокавказский военный округ), после окончания которой в 1928 году там же был назначен на должность младшего командира.
В сентябре 1930 года был направлен на учёбу в Объединённую военную школу имени ВЦИК, но в сентябре 1932 года был переведён в Тамбовское кавалерийское училище, после окончания которого в октябре 1933 года был назначен на должность командира взвода курсантов в этом же училище, в июне 1936 года — на должность командира взвода курсантов в Пензенском кавалерийском училище, а в декабре 1937 года — на должность командира взвода курсантов в Тамбовском кавалерийском училище.
В сентябре 1938 года Ивановский был направлен на учёбу в Военную академию имени М. В. Фрунзе, после окончания которой в мае 1941 года был назначен на должность помощника начальника 1-го отделения штаба 202-й мотострелковой дивизии (12-й механизированный корпус, Прибалтийский военный округ).

### Великая Отечественная война
С началом войны дивизия принимала участие в приграничном сражении, а с 23 по 25 июня — во фронтовом контрударе против 4-й танковой группы противника на шяуляйском направлении, в ходе которого понесла серьёзные потери и попала в окружение, после чего отступала через территорию Литвы и Белоруссии. В июле был назначен на должность заместителя начальника штаба дивизии, которая в сентябре была преобразована в 202-ю стрелковую дивизию. В октябре был назначен на должность начальник штаба этой же дивизии, после чего принимал участие в ходе контрудара по противнику в районе Старой Руссы и Демянской операции.
В декабре 1942 года был назначен на должность начальника штаба 43-й гвардейской стрелковой дивизии, которая принимала участие в ходе Демянской операции, а затем в боевых действиях по разгрому старорусской группировки противника, оборонительных боевых действиях на реке Ловать в районе Великих Лук и в Ленинградско-Новгородской операции.
В июне 1944 года был назначен на должность начальника штаба 130-го стрелкового корпуса, а в июле того же года — на должность начальника штаба 14-го стрелкового корпуса, который принимал участие в ходе Рижской и Мемельской наступательных операций, а также в блокаде группировки противника на Курляндском полуострове. Во время Рижской операции с 15 по 24 сентября исполнял должность командира корпуса.

### Послевоенная карьера
С июля 1945 года состоял в распоряжении Военного совета Северной группы войск и с сентября исполнял должность заместителя начальника Оперативного управления штаба этой же группы войск, а с декабря исполнял должность начальника штаба 130-го стрелкового корпуса.
В июле 1946 года был назначен на должность начальника штаба 23-го гвардейского стрелкового корпуса, в июне 1948 года — на должность заместителя командира 5-й гвардейской стрелковой дивизии, в январе 1950 года — на должность начальника штаба 16-го гвардейского, а с июня — на должность начальника штаба 36-го гвардейского стрелковых корпусов.
В октябре 1952 года был направлен на высшие академические курсы при Высшей военной академии имени К. Е. Ворошилова, после окончания которых в октябре 1953 года был назначен на должность начальника штаба 2-го гвардейского стрелкового корпуса, в июле 1956 года — на должность начальника штаба 13-го гвардейского стрелкового корпуса (Московский военный округ), а в марте 1957 года — на должность начальника штаба 38-й армии (Южная группа войск).
Генерал-майор А. А. Ивановский умер 4 января 1959 года в Москве. Похоронен на Введенском кладбище (11 уч.).

## Награды
- Орден Ленина;
- Три ордена Красного Знамени;
- Два ордена Отечественной войны 1 степени;
- Орден Красной Звезды;
- Медали.